# Enllaç C-Pb
Els compostos d'organoplom (o compostos orgànics del plom) són compostos químics que contenen un enllaç químic entre carboni (C) i plom (Pb) (enllaç C-Pb). La química de l'organoplom és la ciència que estudia les seves propietats químiques i reactivitat. El primer compost d'organoplom, l'hexaetildiplom [(C₂H₅)₆Pb₂], va ser sintetitzat en 1858.
El plom és tetravalent, compartint el grup 14 de la taula periòdica amb el carboni, el silici (Si), el germani (Ge) i l'estany (Sn).

## Característiques de l'enllaç C-Pb
En baixar pel grup del carboni, comparant l'enllaç d'aquests elements amb el carboni, CX (on X = C, Si, Ge, Sn, Pb) s'observa que l'enllaç es torna cada vegada més feble i la longitud d'enllaç cada vegada més gran. L'enllaç C-Pb en el tetrametilplom [(CH₃)₄Pb] mesura 222 pm de llarg amb una energia de dissociació de 49 kcal/mol (204 kJ/mol). Per comparació, l'enllaç C-Sn en el tetrametilestany [(CH₃)₄Sn] mesura 214 pm de llarg amb una energia de dissociació de 71 kcal/mol (297 kJ/mol).
El predomini del Pb (IV) en la química de l'organoplom és notable, mentre els compostos inorgànics de plom tendeixen a tenir centres de Pb (II). La raó és que en els compostos inorgànics de plom, aquest s'uneix a elements com ara nitrogen (N), oxigen (O) i halurs, que tenen una major electronegativitat que el mateix plom i la càrrega parcial positiva sobre el plom porta a una contracció més forta de l'orbital 6s que l'orbital 6p, el que fa inert a l'orbital 6s.
De molt, el compost d'organoplom més important és el tetraetilplom [(CH₃CH₂)₄Pb], utilitzat com a agent antidetonant. Els reactius de plom més importants per introduir el plom són el tetraacetat de plom [(C₂H₃O₂)₄Pb] i el clorur de plom.
L'ús de compostos orgànics de plom està limitat, en part a causa de la seva toxicitat, encara que sigui només el 10% de la toxicitat dels compostos de pal·ladi.

## Síntesi
Els compostos orgànics del plom poden derivar de reactius de Grignard i clorur de plom. Per exemple, el clorur de metilmagnesi [CH₃MgCl] reacciona amb el clorur de plom per donar tetrametilplom, un líquid transparent com l'aigua amb punt d'ebullició de 110 °C i una densitat de 1,995 g/cm³. La reacció d'un compost de Pb (II) amb ciclopentadienur de sodi [C₅H₅Na] forma el metal·locè de plom anomenat plumbocé [(C₅H₅)₂Pb].
Certs arens reaccionen directament amb el tetraacetat de plom per donar compostos d'arilplom en una substitució electròfila aromàtica. Per exemple, una reacció entre anisol [CH₃OC₆H₅] amb tetraacetat de plom forma triacetat de p-metoxifenilplom en cloroform [CHCl₃] i àcid dicloroacètic [CHCl₂COOH]:
Altres compostos de plom són els halurs d'organoplom, de fórmula general [RnPbX(4-n)], els sulfinats d'organoplom [RnPb(OSOR)(4-n)] i els hidròxids d'organoplom [RnPb(OH)(4-n)].
Algunes reaccions típiques són:
- Amb àcid clorhídric [HCl] formen clorurs d'organoplom

{\displaystyle R_{4}Pb\ +\ HCl\ \rightarrow R_{3}PbCl\ +\ RH}
- Amb diòxid de sofre [SO₂] formen sulfats d'organoplom

{\displaystyle R_{4}Pb\ +\ SO_{2}\rightarrow R_{3}PbO(SO)R}
- Amb òxid de plata [Ag₂O] formen hidròxids d'organoplom

{\displaystyle R_{3}PbCl+{\frac {1}{2}}\ Ag_{2}O_{(aq)}\rightarrow R_{3}PbOH+AgCl}
- Amb bases fortes [OH-] formen dihidròxids

{\displaystyle R_{2}PbCl_{2}+2\ OH^{-}\rightarrow R_{2}Pb(OH)_{2}\ +2\ Cl^{-}}
Els compostos R₂Pb(OH)₂ són amfòters. Amb valors de pH inferior a 8 formen ions R₂Pb2+, i amb un pH superior a 10 formen ions R₂Pb(OH)₃-.
Altres derivats dels hidròxids són els plumboxans: 
2 R₃PbOH + Na → (R₃Pb)₂O + NaOH + 1/2 H₂
que donen lloc a alcòxids polimèrics: 
(R₃Pb)₂O + R'OH → 1/n (R₃PbOR')n - n H₂O

## Reaccions
L'enllaç C-Pb és feble i per aquesta raó és fàcil la ruptura homolítica dels compostos d'organoplom formant radicals lliures. Quan actuen com antidetonants, la seva finalitat és la d'un radical iniciador. Els tipus generals de reacció dels compostos d'arilorganoplom o de vinilorganoplom són la transmetal·lació, per exemple, amb àcids bórics i la divisió heterocíclica catalitzada per àcid. Els compostos d' organoplom s'empren en reaccions d'acoblament entre compostos d'arens. Són més reactius que els compostos de l'organoestany i, per tant, pot ser utilitzats per a la síntesi de biarils estèricamente impedits.
En l'oxiplumbació, els alcóxids d'organoplom s'addicionen als alquens polars:
H₂C=CH-CN + (Et₃PbOMe)n → MeO-CH₂-HC(PbEt₃)-CN → MeO-CH₂-CH₂-CN
L'alcóxid es regenera en la metanòlisi posterior i, per tant, actua com un catalitzador.

### Triacetats d'aril-plom
L'àtom de plom substituent al triacetat de p-metoxifenilplom es desplaça per carbonis nucleòfils com el derivat del fenol 2,4,6-trimetilfenol (mesitol) exclusivament en la posició orto.
La reacció requereix la presència d'un gran excés d'una amina de coordinació com la piridina [C₅H₅N] que, presumiblement, s'uneix al plom en el curs de la reacció. La reacció és insensible als depuradors de radicals (scavengers), i per tant, es pot descartar un mecanisme radicalari. El mecanisme de reacció és probable que inclogui una substitució nucleòfila del grup acetat pel grup fenòlic a un intermedi de diorganoplom que poden ser aïllats en algunes reaccions relacionades. El segon pas és llavors semblant a una reordenació de Claisen, llevat que la reacció depengui de la electrofilia (d'aquí la preferència orto) del fenol.
El nucleòfil també pot ser el carbanió d'un compost β-dicarbonil:
El carbanió es forma per l'abstracció de protons de l' α-protó àcid per la piridina (que compleix una doble funció) similar a la reacció de Knoevenagel. Aquest intermedi desplaça un lligant acetat a un compost de diorganoplom, i aquests intermedis poden ser aïllats una altra vegada amb reactius apropiats com a productes intermedis inestables. El segon pas és una eliminació reductora amb la formació d'un nou enllaç C-C i d'acetat de plom (II).

## Reactius intermediaris
Els compostos d'organoplom formen diversos reactius intermediaris, com radicals lliures de plom:
Me₃PbCl + Na (77 K) → Me₃Pb.
i plumbilens, compostos anàlegs als carbens, amb plom en lloc de carboni:
Me₃Pb-Pb-Me₃ → [Me₂Pb]
[Me₂Pb] + (Me₃Pb)₂ → Me₃Pb-Pb(Me)₂-PbMe₃
Me₃Pb-Pb(Me)₂-PbMe₃ → Pb(0) + 2 Me₄Pb
Aquests intermediaris es destrueixen per dismutació.
Els plumbilidins del tipus RPb (formalment plom amb estat d'oxidació 1+, Pb (I)) són lligands per a altres metalls en compostos del tipus LnMPbR (compareu amb els carbins metàl·lics de carboni).